# Mogens Herman Hansen
Mogens Herman Hansen (født 20. august 1940 på Frederiksberg, død 22. juni 2024) var en dansk filolog og antikhistoriker, der betragtes som en af verdens største eksperter i Athens demokrati og den antikke græske bystatskultur.

## Levnedsløb
Mogens Herman Hansen blev student fra Østre Borgerdydskole i 1958, cand.mag i klassisk græsk og historie fra Københavns Universitet i 1967 og blev i 1968 ansat samme sted. Her skrev han i 1973 sin doktordisputats Atimistraffen i Athen. Han udgav fra 1969 og frem flere internationalt anerkendte værker. Fra 1993 til 2005 var han leder af Copenhagen Polis Centre, der lavede et enormt studium af poliskulturen.
Han var medlem af Det Kongelige Danske Videnskabernes Selskab fra 1987, af Deutsches archaeologisches Institut fra 1995 og af British Academy fra 1997. Han gæsteforelæste ved 51 udenlandske universiteter, heriblandt Oxford, Cambridge, London UCL, Harvard (fik i 1991 tilbudt professoratet i antikkens historie), Princeton, Stanford, Yale, Sorbonne (Paris II), München, Milano og Leiden.  Han var Visiting Fellow i Cambridge og gæsteprofessor ved universitetet i Melbourne, Green College og University of British Columbia.
I 2007 modtog han Gad Rausings pris för framstående humanistisk forskargärning på 700.000 svenske kr. I 2011 fik han tildelt H.O. Lange-prisen.
I 2017 udsendte han med bogen Hvordan forvrænger populismen demokratiet? en analyse af populismen i den vestlige verden.

## Centrale bøger
- Antifons taler (1969)
- Det Athenske Demokrati i 4. årh. f. Kr. bind 1-6 (1977-1981)
- The Athenian Democracy in the Age of Demosthenes (1991)
- Acts of the Copenhagen Polis Centre I-VII (1993-2005)
- Papers from the Copenhagen Polis Centre I-VII (1994-2004)
- Inventory of Archaic and Classical Poleis (2004)
- Demokrati som styreform og som ideologi (2010)
- Demokratiets historie fra oldtid til nutid (2012)
- Hvordan forvrænger populismen demokratiet? (2017)